# Epania shikokensis
Epania shikokensis là một loài bọ cánh cứng trong họ Cerambycidae.